# Euphorbia grantii
Euphorbia grantii är en törelväxtart som beskrevs av Daniel Oliver. Euphorbia grantii ingår i släktet törlar, och familjen törelväxter. Inga underarter finns listade i Catalogue of Life.